# Tumulus van Liek

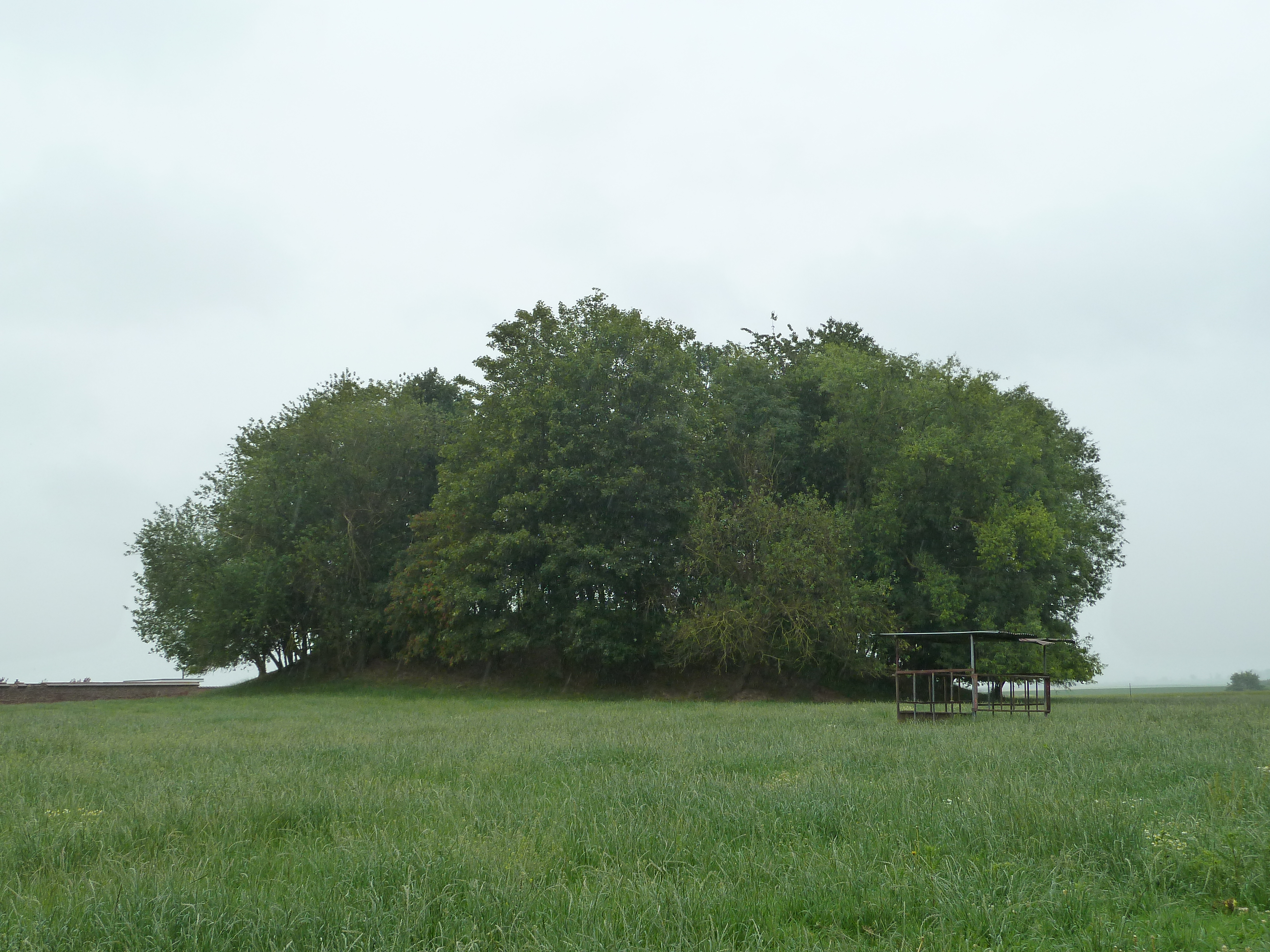
Tumulus van Liek

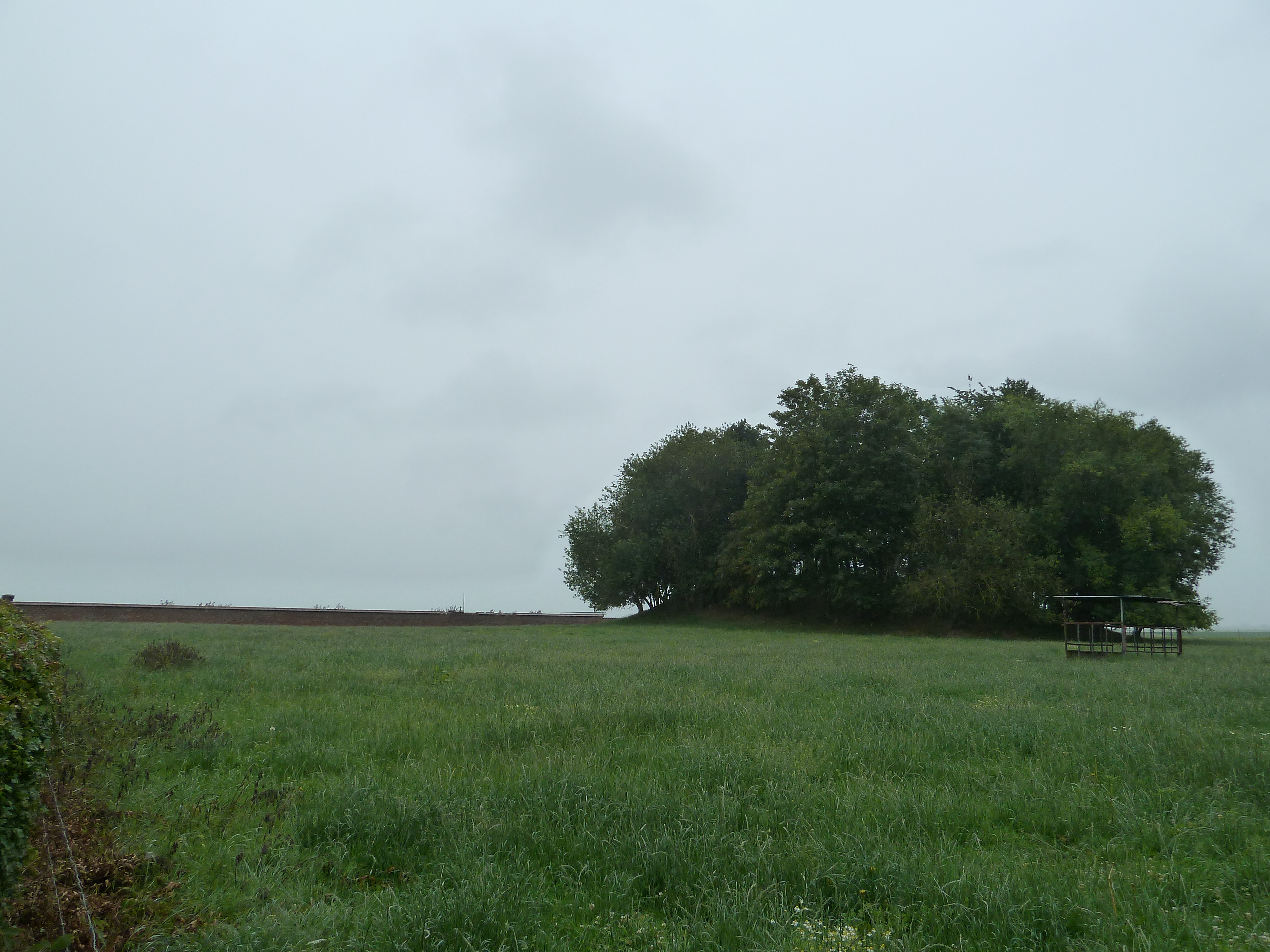
Tumulus van Liek naast de begraafplaats

De Tumulus van Liek (lokaal aangeduid met Tombe romaine) is een Gallo-Romeinse grafheuvel in Liek (Frans: Oleye) in de Belgische provincie Luik in de gemeente Borgworm. De heuvel ligt aan de noordkant van het dorp vlak naast de ommuurde gemeentelijke begraafplaats.
De tumulus werd in 1991 beschermd als monument.